# Партизани (Генічеський район)
Партиза́ни (колишня назва — Донцово) — село в Україні, у Нижньосірогозькій селищній громаді Генічеського району Херсонської області. Населення становить 217 осіб. 
Село тимчасово окуповане російськими військами 24 лютого 2022 року.

## Історія
Село засноване 1903 року, первинна назва — Донцово. 
18 листопада 2008 року колишньому селищу надано статус села.
12 червня 2020 року, відповідно до розпорядження Кабінету Міністрів України № 726-р «Про визначення адміністративних центрів та затвердження територій територіальних громад Херсонської області», увійшло до складу Нижньосірогозької селищної громади.
19 липня 2020 року, в результаті адміністративно-територіальної реформи та ліквідації Нижньосірогозького району, село увійшло до складу Генічеського району.
У 2020 році Вербівська сільська рада, до складу якої входило село, об'єднана з Нижньосірогозькою селищною громадою.

## Населення
Згідно з переписом УРСР 1989 року чисельність наявного населення селища становила 254 особи, з яких 124 чоловіки та 130 жінок.
За переписом населення України 2001 року в селищі мешкало 216 осіб.

### Мова
Розподіл населення за рідною мовою за даними перепису 2001 року:
| Мова       | Відсоток |
| ---------- | -------- |
| українська | 94,47 %  |
| російська  | 5,53 %   |

## Вулиці
- Маслових
- Новосільна

## Економіка
- Фермерське господарство «Анів-07»
- СГ ТОВ «Рассвет».

## Відомі особи
- Губко Олексій Тимофійович (1928—2013) — український науковець, психолог, журналіст, літератор, громадський діяч.
- Коваленко Т. П. — мати-героїня